# Asia (Film)
Asia (hebräisch אסיה) ist ein israelisches Filmdrama von Ruthie Pribar aus dem Jahr 2020. Der Film wurde beim Tribeca Film Festival 2020 (aufgrund der COVID-19-Pandemie online) uraufgeführt und gewann die Preise für beste Schauspielerin (Shira Haas), beste Kamera (Daniella Nowitz), sowie den Nora-Ephron-Preis (Ruthie Pribar). Nach dem Gewinn des Ophir Preis für den besten Film wurde Asia als israelischer Beitrag in der Kategorie bester internationaler Film für die Oscarverleihung 2021 eingereicht, wurde jedoch nicht nominiert. Der Film gewann acht weitere Ophir-Preise, darunter die Preise für beste Hauptdarstellerin (Alena Yiv) und Nebendarstellerin (Shira Haas).

## Handlung
Asia erzählt eine Mutter-Tochter Geschichte. Asia ist eine 35-jährige alleinerziehende Mutter, die nach der Geburt ihrer jetzt 17-jährigen Tochter Vika (Viktoria) aus Russland nach Jerusalem übersiedelte und als Krankenschwester in einem Krankenhaus arbeitet. Vika leidet an einer unheilbaren Krankheit, an der sie absehbar an Atmungslähmung sterben wird. Die beiden Frauen leben eher neben als miteinander in einer kleinen Wohnung. Asia konzentriert sich auf ihre Arbeit als Krankenschwester, während Vika die meiste Zeit mit ihren Freunden verbringt. Als sich Vikas Gesundheitszustand zunehmend verschlechtert, versucht Asia, die Mutter zu werden, die Vika braucht. Vikas Situation wird für die beiden zu einer Gelegenheit, sich gegenseitig kennenzulernen.